# Austrocarabodes longulus
Austrocarabodes longulus är en kvalsterart som först beskrevs av Balogh 1958.  Austrocarabodes longulus ingår i släktet Austrocarabodes och familjen Carabodidae. Inga underarter finns listade.